# Passiflora pavonis
Passiflora pavonis là một loài thực vật có hoa trong họ Lạc tiên. Loài này được Mast. mô tả khoa học đầu tiên năm 1883.